# Томас Алва Едисон
Томас Алва Едисон (енгл. Thomas Alva Edison; Мајлан, 11. фебруар 1847 — Вест Оринџ, 18. октобар 1931) је био амерички физичар, проналазач.
Едисон није стекао скоро никакво формално образовање, пошто је био избачен из школе као заостао, а подучавала га је мајка. Са 14 година већ је био предузимач и радио по 14 сати дневно, као разносач новина и продавац хране на железници, зарађујући 14 долара недељно. Убрзо је уредио лабораторију у напуштеном вагону, као и штампарију за своје новине „Grand Trunk Herald“, које је највећим делом сам писао; са шеснаест година је постао телеграфиста и започео каријеру проналазача (током америчког Грађанског рата) и изумео и патентирао електрични апарат за бележење гласова на изборима. Око три године касније, 1869, изумео је „тикер“ с папирном траком, коришћен за слање цена с берзе широм земље, продао га за 30.000 долара и отворио индустријску истраживачку лабораторију. После тога је своје пуно време посвећивао изумима.
У његове запаженије проналаске спадају микрофон с угљениковим гранулама, за побољшање Беловог телефона, фонограф (направа за снимање звука на бубањ превучен фолијом, пронађен 1877.) и електрична сијалица. Сијалица је захтевала тестирање с неуобичајено великим бројем покушаја и грешака и употребу преко 6.000 супстанци док није открио карбонизовано бамбусово влакно које је у вакууму светлело преко 1000 сати. То је са своје стране водило побољшаним генераторима једносмерне електричне струје (Едисон је њихову ефикасност повећао од 40% до преко 90%), кабловима за струју и електричном метру и представљало револуцију у осветљењу домаћинства и јавном снабдевању једносмерном електричном струјом на релативно кратким растојањима. Током рада на сијалици открио је и „Едисонов ефекат“, чињеницу да електрична струја тече од загрејаног влакна ка оближњој електроди али не и у обрнутом смеру, што је касније представљало основу за термојонску диоду. Едисонов утицај на живот у 20. веку био је огроман. Он је био један од првих изумитеља који је применио принципе масовне продукције и тимског рада великих размера на процес истраживања, и због тога се сматра да је он креирао прву индустријску истраживачку лабораторију.
Едисон је био плодан проналазач, чије име се појављује на 1.093 УС патената, као и на многим патентима у Уједињеном Краљевству, Француској, и Немачкој. Значајније од самог броја његових патената је широк утицај његових изума: електрично светло и апарати, снимање и репродукција звука, и покретних слика су успоставили значајне нове индустрије широм света. Едисонови изуми су допринели масовним комуникацијама а, посебно телекомуникацијама.

## Детињство и младост
Томас Едисон је рођен у Мајлану, Охајо и одрастао је у Порт Хјурону, у Мичигену. Био је седмо и последње дете Самјуел Огдена Едисона (1804—1896) и Ненси Матјуз Елиот (1810–1871). Његов отац је избегао из Канаде зато што је узео учешће у Макензијевој побуни 1837. Едисон је пријавио да је холандског порекла.
У школи, млади Едисон је имао проблем са праћењем наставе, његове мисли су често лутале и начуо да га је његов учитељ Реверенд Енгл назвао манијаком. Због тога је након три месеца званичног школовања, Едисон обуставио школу. Касније је Едисон изјавио: „Моја мајка ме је испуњавала. Била је увек у праву, тако сигурна у мене; и ја сам осетио да имам за шта да живим, некога кога не смем разочарати.“ Његова мајка га је подучавала код куће. Већина тог подучавања је долазила из књига „Школа природне филозофије“ од Ричарда Грина Паркера.
Едисон је имао проблема са слухом још у раном детињству. Разлог тој глувоћи се приписује шарлаху који је имао за време детињства и нелеченој инфекцији средњег уха која му се стално враћала. Негде у средини своје каријере, Едисоново слушно стање се чак и погоршало.
Едисонова породица се преселила у Порт Хјурон, након што је пруга која је била у изградњи заобишла Мајлан 1854. године, те није било послова на прузи. Едисон је тамо продавао слаткише и новине на железничкој станици, и продавао је поврће како би побољшао њихове приходе. Такође, истовремено је студирао квалитативну анализу, и спроводио је хемијске експерименте на железничкој станици све док му то након једне незгоде није било забрањено.
Едисон је добио ексклузивно право да продаје новине на путу, и уз помоћ четири помоћника успоставио је штампарију и штампао Grand Trunk Herald, који је продавао са својим другим новинама. Овим је започео са дугим низом предузетничких подухвата, откривши своје таленте као бизнисмен. Ови таленти су га на крају довели до оснивања 14 компанија, укључујући Џенерал електрик, још увек једну од највећих компанија на свету са којима се тргује јавно.

## Телеграфски оператер
Едисон је постао телеграфски оператор након што је спасао трогодишњег дечака Џимија Макензија од тога да се заглави у возу у покрету. Отац малог дечака је био запослен на тој станици, те у знак захвалности Едисону, поставио га је на место телеграфског оператера.
Године 1866, деветнаестогодишњи Томас Едисон се преселио у Лујвил, Кентаки, где се запослио у Вестерн Јуниону, где је радио за једну агенцију за жичани пренос вести. Едисон је затражио да ради у ноћној смени, што му је омогућавало да проводи доста времена у својим двеју омиљеним активностима – читању и експериментисању. Временом, каснија преокупација коштала га је посла. Једне ноћи 1867. године, док је радио са оловним акумулаторима, просуо је сумпорну киселину на под. Прошла је између подних плоча и испод шефовог стола. Већ следећег јутра бива отпуштен.
Један од његових ментора за време раних године је био колега телеграфиста и проналазач по имену Френклин Леонард Попе, који је дозволио осиромашеним младима да живе и раде у сутерену у његовом дому, у Њу Џерзију. Нека од Едисонових најранијих проналазака су били повезани са телеграфијом, укључујући . Његов први патент је био берзански тикер, који је био одобрен 1. јуна 1869.

## Бракови и деца
Дана 25. децембра 1871, двадесетчетворогодишњи Едисон се венчао са шеснаестогодишњем Мери Ситвел (1855–1884), коју је упознао два месеца раније; она је била запослена у једној од његових продавница. Имали су троје деце:
- Марион Естел Едисон (1873–1965)
- Томас Алва Едисон, млађи (1876–1935)
- Вилијам Лесли Едисон (1878–1937), проналазач.[20]

Мери Едисон је умрла са 29 година, 9. августа 1884. године, и није утврђен узрок смрти. Највероватније од тумора на мозгу или предозирања морфијума. Доктори су често прописивали морфијум женама у тим годинама како би их лечили од разноврсних болести. Истраживања су показала да су поједини од њених симптома врло могуће могли навести докторе како би јој преписали морфијум.
Дана 24. фебруара 1886. године, када је Едисон имао 39 година оженио је двадесетогодишњу Мину Милер (1866–1947) у Акрону, Охајо. Они су такође имали троје деце заједно:
- Медлин Едисон (1888–1979),[24][25]
- Чарлс Едисон (1890–1969), који је преузео очеву компанију и експерименталну лабораторију до након очеве смрти.[26]
- Теодор Милер Едисон (1898–1992)

Мина је надживела Томаса Едисона, умревши 24. августа 1947.

## Смрт
Томас Едисон је умро од компликација од дијабетеса 18. октобра 1931. године, у својој кући, Гленмонт у Њу Џерзију, који је купио 1886. као свадбени поклон Мини. Сахрањен је у дворишту своје куће.
Едисон последњи дах се наводно налази у епрувети у Хенри Форд Музеју. Форд је наводно уверио Чарлса Едисона да заптиви епрувету са ваздухом која се налазила у проналазачевој соби, непосредно поред њега ускоро након његове смрти, као успомену. Гипсана посмртна маска је такође направљена.

## Почетак каријере
Едисон је почео своју каријеру изумитеља у Њуарку, Њу Џерзи, са аутоматским репетитором и другим побољшањима телеграфских уређаја, али је проналазак по коме је по први пут стекао ширу пажњу био фонограф из 1877. То достигнуће је у тој мери било неочекивано у широј јавности да је изгледало скоро магично. Едисон је постао познат као „Чаробњак из Менло Парка”, Њу Џерзи.
Његов први фонограф је снимао на алуфолији око жлебастог цилиндра. Упркос њеног ограниченог звучног квалитета и што су се снимци могли могли репродуковати само неколико пута, фонограф је прославио Едисона. Џозеф Хенри, председник Националне академије наука и један од најпознатијих електро научника у САД, описао је Едисона као „најиновативнијег изумитеља у овој земљи ... или у било којој другој”. У априлу 1878, Едисон је путовао у Вашингтон да демонстрира фонограф пред Националном академијом наука, конгресменима, сенаторима, и САД председником Хејзом. Вашингтон пост је описао Едисона као „генија” и његову презентацију као „сцену ... која ће живети у историји”. Мада је Едисон добио патент за фонограф 1878, он је мало урадио на развоју уређаја док Александер Грејам Бел, Чичестер Бел, и Чарлс Тејнтер нису произвели уређај сличан фонографу током 1880-их који је користио воском прекривене картонске цилиндре.

## Менло Парк

### Истраживачко-развојни објекат
Едисонов главни изум било је успостављање лабораторије за индустријска истраживања 1876. године. Она је била изграђена у Менло Парку, делу општине Раритан, округа Мидлсекс у Њу Џерзију (у данашње време је зове Едисон у његову част), са средствима од продаје Едисоновог кводруплексног телеграфа. Након његове демонстрације телеграфа, Едисон није био сигуран да ли је његов оригинални план да прода за 4.000 америчких долара до 5.000 америчких долара био коректан, тако да је затражио од Вестерн јуниона да поднесу понуду. Изненадио се кад је чуо да нуде 10.000 америчких долара ($277,900 у данашњим доларима.), што је захвално прихватио. Кводруплексни телеграф је био Едисонов први велики финансијски успех, и Менло Парк је постао прва институција успостављена са посебном сврхом стварања константних технолошких иновација и побољшања. Едисону се законски приписује већина проналазака произведених тамо, иако су многи запослени вршили истраживања и развој под његовим надзором. Од његовог особља се очекивало да извршавају његова упутства у спровођењу истраживању, и он је постављао високе захтеве чије остваривање је давало резултате.
Вилијам Џозеф Хамер, консултантски инжењер електротехнике, почео је да ради за Едисона и започео је дужности лабораторијског асистента у децембру 1879. године. Помагао је у експериментима на телефону, фонографу, електричној жељезници, сепаратору жељезне руде, електричном осветљењу, и другим изумима у развоју. Међутим, Хамер је првенствено радио на инкандесцентној електричној лампи и био је задужен за тестирање и записе на том уређају (погледајте Хамерову историјску колекцију електричних свјетиљки). Године 1880, био је именован за главног инжењера Едисоновог Ламп Воркса. У својој првој години, постројење под генералним управником Францисом Робинсом Аптоном је произвело 50.000 светиљки. Према Едисону, Хамер је био „пионир инкандесцентног електричног осветљења”. Франка Спрејга, компетентног математичара и бившег морнаричког официра је регрутовао Едвард Х. Џонсон, и он се придружио Едисоновој организацији 1883. године. Један од Спрејгових доприноса Едисоновој лабораторији у Менло Парку је било проширење Едисонових математичких метода. Упркос распрострањеног уверења да Едисон није користио математику, анализа његових његових бележница открива да је он био мудар корисник математичке анализе коју су водили његови помоћници као што је Францис Робинс Аптон. На пример, критични параметри његовог електричног система осветљења укључујући отпорност лампи су одређени путем анализе Омовог закона, Џуловог закона и економије.
Скоро сви Едисонови патенти су били патенти примене, који су били заштићени током периода од 17 година и обухватали су изуме или процесе који су електричне, механичке или хемијске природе. Десетак патента су били патенти дизајна, који штите орнаментални дизајн током периода од до 14 година. Као и већина патената, изуми су бли побољшања стања технике. Фонографски патент, у контрасту с тим, био је без преседана пошто је описивао први уређај за снимање и репродукцију звукова.
За нешто више од једне деценије, Едисонова лабораторија Менло Парка проширила се на два градска блока. Едисон је изјавио да је желео да лабораторија има „залихе готово сваког могућег материјала”. Један новински чланак објављен 1887. године открива озбиљност његове тврдње, наводећи да је лабораторија садржала „осам хиљада врста хемикалија, сваку врсту завртња, сваку величину игле, сваку врсту кабла или жице, длаку људи, коња, свиња, крава, зечева, коза, куна, камила ... свилу у свакој текстури, чауре, разне врсте копита, ајкулине зубе, јеленске рогове, оклопе корњача ... плуту, смоле, лакове и уља, перје нојева и пауновог репа, гагат, амбер, гуму, све руде ...” и листа иде даље.
На свом радном столу, Едисон је имао плакат са познатим наводом Џошуе Рејнолдса: „Не постоји пречица коју човек неће искористити да избегне стварни рад размишљања.” Тај слоган је био објављен на неколико других локација широм комплекса.
Са Менло Парком, Едисон је створио прву индустријску лабораторију која се бавила стварањем знања и његове контролисане примене. Едисоново име је регистровано на 1.093 патената.

## Проналасци
- Квадруполни телеграф
- Инкадесцентна сијалица
- Фонографски цилиндар
- Угљени микрофон
- Једноставна конструкција на основу стробоскопског ефекта
- Телеграфски апарат који куца штампана слова
- Филмска камера
- Мегафон
- Мимеограф
- Фонограф
- Сијалица, као један од најпознатијих изума Томаса Едисона.

Наиме, он је изумео сијалицу са нитима угљеника која је служила за расвету доста година пре него што је изумљена сијалица с металним нитима. Међутим, званично се сматра да то и није Едисонов проналазак, већ Џозефа Свена који је до тог изума дошао 25 година раније, али то није наишло на успех.